# FK Chimki
Der FK Chimki (russisch футбольный клуб Химки, wiss. Transliteration Futbolny klub Chimki) ist ein russischer Fußballverein, der 1997 gegründet wurde. Der Sitz des Vereines ist in Chimki in der Oblast Moskau.

## Geschichte

Altes Logo von FC Chimki

Der Verein entstand 1996 durch den Zusammenschluss von Rodina Chimki und Nowator Chimki. Im Mai 1996 fand in Russland ein Amateurturnier mit über 150 Teams, darunter auch der FK Chimki, statt. Der Sieger dieses Turniers sollte in die 3. Liga aufsteigen. Der FK Chimki gewann das Turnier im Endspiel gegen Energia Uljanowsk im Elfmeterschießen. Dadurch waren sie 1997 Drittligist. 2000 stieg die Mannschaft in die zweite russische Liga (1. Division) auf. Nach sechs Spielzeiten in der Zweitklassigkeit feierte der FK Chimki den erneuten Aufstieg, diesmal in die Premjer-Liga. 2007 folgte ihr erstes Jahr im russischen Fußballoberhaus, welches der Klub mit einem neunten Platz beendete. Während der Spielzeit 2008 wurde Sergei Juran als neuer Cheftrainer mit dem Ziel Verbleib in der Premjer-Liga verpflichtet. Dieses Ziel wurde mit dem 14. Tabellenplatz erreicht. Trotzdem wurde Juran am 30. November 2008 entlassen.
Zu Beginn der Saison 2009 sollte der Verein mit dem Ligakonkurrenten FK Saturn Ramenskoje fusionieren. Der Zusammenschluss wurde aufgrund von der Finanzkrise ab 2007 aus finanziellen Gründen von der regionalen Politikspitze angeordnet. Die Heimspiele sollten abwechselnd in den beiden Heimstätten ausgetragen werden. Der Zusammenschluss wurde jedoch nicht realisiert, da der Partnerverein gerettet wurde, somit spielten beide Vereine weiter eigenständig in der Premjer-Liga.
Die Saison 2009 beendete das Team auf dem letzten Tabellenplatz, wobei alle fünfzehn Rückrundenpartien verloren wurden, und musste deswegen in die zweitklassige 1. Division absteigen. Nach der Spielzeit 2012/13 stieg der Verein sogar in das drittklassige Perwenstwo PFL ab. 2016 nach dem Gewinn der Staffelmeisterschaft West in der dritten Liga konnte der erneute Aufstieg in das zweitklassige Perwenstwo FNL gefeiert werden.

## Stadion
Von 2008 bis 2009 war die Arena Chimki, die eine Kapazität von 18.636 Plätzen hat, die Heimspielstätte von FK Chimki. Seit dem Abstieg aus der Premjer-Liga trug der Verein seine Heimspiele im 10.033 Zuschauer fassenden Rodina-Stadion aus. Seit 2018 bestreitet der Verein seine Heimspiele wieder in der Arena Chimki.

## Erfolge
- Aufstieg aus der 1. Division in die Premjer-Liga: 2006
- Russischer Fußballpokal – Finalist: 2005
- Staffelmeister in der dritten russischen Liga: 2000, 2016

## Zweite Mannschaft
Die zweite Mannschaft des FK Chimki hat ebenfalls den Profistatus inne und spielt 2024 in der vierthöchsten Spielklasse 2. Liga Division B.

## Ehemalige Spieler
| Russland - Wladimir Bestschastnych - Dmitri Borodin - Wiktor Budjanski - Alexei Iwanow - Renat Janbajew - Artur Jussupow - Alexander Koslow - Fjodor Kudrjaschow - Alexei Medwedew - Artur Nigmatullin - Pawel Pogrebnjak - Jewgeni Sawin - Andrei Tichonow - Jegor Titow | GUS und ehemalige Sowjetunion - Artak Aleksanjan - Roman Beresowski - Arschak Korjan - Robert Sebeljan - Kamran Əliyev - Andrei Stepanov - Vladimir Voskoboinikov - Gogita Gogua - Giorgi Lomaia - Islambek Quat - Oskars Kļava - Valdas Trakys - Radu Rebeja - Wladimir Baýramow - Andrij Hussin - Artem Poljarus - Wladimir Schischelow - Zimafej Kalatschou - Arzjom Radskou - Maksim Ramaschtschanka | Europa - Boris Rotenberg - Daniel Sikorski - Florin Șoavă - Kemal Ademi - Ivan Cvetković - Dragan Mrđa - Martin Jakubko - Nastja Čeh - Tomáš Vychodil | Südamerika - Gabriel - Errol Stevens Afrika - Mohamed Konaté - Senin Sebai |

## Trainer
- Wiktor Lossew (2002)
- Ilja Zymbalar (2004)
- Slavoljub Muslin (2007–2008)
- Sergei Juran (2008)
- Igor Tschugainow (2009)
- Omari Tetradse (2012–2013)
- Igor Schalimow (2018–2019)